# Austrian Band Contest
Der Austrian Band Contest ist ein in Österreich veranstalteter Wettbewerb, der von 1984 bis 2012 jährlich ausgetragen und primär zur Präsentation von mitteleuropäischen Newcomer-Bands auf internationaler Ebene veranstaltet wird. Der Wettbewerb, der für Bands aller Stilrichtungen und Altersstufen gilt, erhielt jährlich mehr Resonanz und Interesse von Musikern, Medien und der Musikbranche. Träger des Austrian Band Contest sind die Vereinigten Österreichische Musikförderer.

## International Live Award
Wegen der stetig wachsenden Zahl der Anfragen ausländischer Bands wurde 2007 der International Live Award ins Leben gerufen, wo Bands aus 6 Nationen erstmal in einem nationalen Vorentscheid und später in einem internationalen Finalcontest gegeneinander antreten. Die weiteren Nationen sind Italien, Ungarn, Tschechien, Slowenien, die Slowakei und eben Österreich. Seit 2007 ist der Austrian Band Contest gleichzeitig der nationale Vorentscheid für den International Live Award.

## Der Ablauf

### Der nationale Vorentscheid
Der nationale Vorentscheid beginnt im August und dauert in der Regel bis Dezember desselben Jahres. Es gibt mehrere Konzerte, die die Vorrunde des Austrian Band Contests (in Italien heißt der Contest Italian Band Contest) darstellen. Die besten vier Bands der Vorrunde erreichen das Viertelfinale. Die übrigen Bands ermitteln in der 2nd Chance den fünften Teilnehmer des Viertelfinales. Das Viertelfinale ist ebenfalls national und wird ebenfalls in mehreren Konzerten ausgetragen. Hier qualifizieren sich jeweils die besten drei Bands für das Halbfinale, welches auf internationaler Ebene stattfindet.

### Der International Live Award
Mit dem Halbfinale ermitteln die 40 besten Bands aus den Vorrunden der sechs teilnehmenden Nationen die zehn besten Bands in einem Konzert. Diese zehn Bands spielen dann am 1. Mai im Wiener Prater um einen Geldpreis von 14.000 Euro und einem Sachpreis im Wert von mehr als 100.000 Euro. Darunter sind Inserate in bekannten Musikmagazinen, ein professioneller Videodreh, Auftritte bei bekannten nationalen und internationalen Musikfestivals sowie Equipmentpreise.

## Die Ermittlungen der besten Bands
Die Bands werden zu 50 % vom Publikum und zu 50 % von einer Jury, bestehend aus bekannten Musikern, Musikjournalisten und Plattenfirmen in mehreren Kategorien, wie Performance, Melodik und Songinhalt ermittelt. Die Wahlzettel der Zuschauer sind die Eintrittskarten, die erst während des Wettbewerbs ausgefüllt werden dürfen. Jeder hat 2 Stimmen, damit nicht nur die eigene, sondern auch eine weitere Band, die Chance aufs Weiterkommen hat. Für Bands mit geographischen Nachteilen gibt es eine Sonderregelung, die besagt, dass die Publikumswertung verdoppelt wird und die Postleitzahl des Proberaums mit berücksichtigt wird. Diese Regelung mit der Postleitzahl wird im Finale nicht berücksichtigt.

## Regeln
Jede Band muss eine einmalige Teilnahmegebühr entrichten, die einer Band zurückerstattet wird, falls die besagte Band aufgrund Probleme innerhalb der Band (z. B.: durch Krankheit eines Bandmitglieds) nicht am Wettbewerb teilnehmen kann, wobei der Ausstiegsgrund belegt werden muss. Jede Band hat das Recht, durch Werbung auf sich aufmerksam zu machen und Fans zum Wettbewerb einzuladen. Die Band, die die meisten Zuschauer anlockt, hat das Recht, sich als erste eine Spielzeit auszusuchen, danach kommen die anderen Bands. Ausnahmen sind Bands mit Linkshänderschlagzeug oder aufwendiger Instrumentierung, die aus technischen Gründen bestimmte Startplätze erhalten (z. B. den ersten oder den letzten Startplatz). Die erste Band, sowie eine zweite von der Jury ausgewählte Band machen einen Soundcheck, alle anderen lediglich einen Linecheck. Jede Band hat eine Spielzeit von 25 Minuten, die nicht überschritten werden darf. Verboten sind rechtsextremistische, rassistische oder gewaltverherrlichende Texte, zuschauerbeeinflussende Elemente, wie Pyrotechnik und extrem unsportliches Verhalten, was im schlimmsten Fall zum Ausschluss aus dem Wettbewerb führt.

## Die Jury
Die Jury besteht aus bekannten Musikern, Musikjournalisten, Reporter von Radiosendern und Mitarbeiter von Plattenfirmen. So bestand die Jury des International Live Awards 2009 aus Musikern der Bands Rooga (gewannen den International Live Award 2007), Inyou, Before the Fall und Distrust, sowie aus Journalisten von Orangemusic, starchat.at, Nolabel und Radio Arabella. Unter ihnen war auch Anna Tschirko, eine Promoterin von Universal Music.

## Der Eintritt
Die Eintrittserlöse der Vorrunden, der Viertelfinals und der Halbfinals gehen je zur Hälfte an die Veranstalter und an die Bands. Der Eintritt zum Finale in Wien am 1. Mai ist frei.

## Sponsoren und Preise
Gesponsert wird der Wettbewerb von VHS, Planet Music Media, gotv.at, Eutopia Budapest Rock'n'Roll, Band:Union, Projekt Pop und sms.at. Der Sieger erhält einen Geldpreis von 10.000 Euro und Sachpreise im Wert von über 100.000 Euro.